# Tetrastigma robinsonii
Tetrastigma robinsonii är en vinväxtart som beskrevs av Merrill. Tetrastigma robinsonii ingår i släktet Tetrastigma och familjen vinväxter. Inga underarter finns listade i Catalogue of Life.